# Marye Anne Fox
Marye Anne Payne Fox (9 décembre 1947 – 9 mai 2021) est une chimiste organicienne et administratrice d'université américaine. Elle est la première femme directrice exécutive de Université d'État de Caroline du Nord à Raleigh (Caroline du Nord). En avril 2004, elle est nommée chancelière de l'Université de Californie à San Diego. En 2010, elle reçoit la National Medal of Science. Membre de la National Academy of Sciences elle est un temps présidente de la société honorifique de recherche scientifique Sigma Xi.

## Jeunesse
Marye Anne Fox est née à Canton (Ohio). Elle passe son Bachelor of Science au Notre Dame College (en) en 1969 et son doctorat au Dartmouth College en 1974, tous les deux en chimie. De 1974 à 1976, elle est post-doctorante Université du Maryland ; lors de sa dernière année, elle rejoint l'Université du Texas à Austin.

## Carrière
En 1976, elle rejoint l'University of Texas at Austin, où elle évolue jusqu'à diriger le Center for Fast Kinetics Research puis être vice-présidente de la recherche en 1994. Même devenue administratrice de l'université, elle maintient ses activités de recherche dans les domaines de la photochimie organique et de l'électrochimie. En 1985, elle devient la première femme à donner une conférence plénière au National Organic Symposium. 
Elle est nommée 12e chancelière de la North Carolina State University à Raleigh en août 1998, succédant à Larry K. Monteith (en). Première femme dirigeante exécutive de cette université, elle reste en poste jusque 2004. Au cours de son mandat de chancelière, l'université et son conseil d'administration font campagne victorieusement lors d'un référendum pour des obligations financées par le contribuable, ce qui mène à une croissance significative de l'immobilier du campus, notamment le Centennial Campus. Son mandat est également marqué par une polémique sur les payes excessives de certains membres de son administration et par le licenciement de deux vice-doyens qui ont mené à la démission du doyen et à un blâme formel de la part du North Carolina State Faculty Senate.

## Récompenses et distinctions
- Agnes Fay Morgan Research Award (en) (1984), Iota Sigma Pi (en)
- Médaille Garvan-Olin (1988)
- Havinga Medal (1991), première femme récipiendaire[6]
- Participation au Myron L. Bender et Muriel S. Bender Summer Lectureship, Université Northwestern (1994)
- Élue à l'Académie américaine des arts et des sciences[7]
- Élue à la Société américaine de philosophie[8]
- Prix Charles Lathrop Parsons, American Chemical Society (2005)[9]
- National Medal of Science (2010)[10],[11]
- Médaille d'or Othmer (2012)[12],[13],[14]
- Revelle Medal (2018)